# Ciudad Azteca (métro de Mexico)
Ciudad Azteca est une station terminus de la Ligne B du métro de Mexico, dans les délégations Ecatepec et État de Mexico.

## Situation sur le réseau

Plan du métro.

Établie en surface, la station Ciudad Azteca, terminus nord de la ligne B du métro de Mexico, est située avant la station Plaza Aragón, en direction du terminus sud-ouest Buenavista,.
Elle dispose de trois voies et deux quais centraux.

## Histoire
La station Ciudad Azteca est mise en service le 30 novembre 2000, lors de l'ouverture à l'exploitation de la du prolongement de la ligne B du métro de Mexico, long de 10,2 km entre l'ancien terminus Villa de Aragón et le nouveau terminus Ciudad Azteca. Elle est nommée d'après la Colonia Ciudad Azteca à Ecatepec de Morelos. Son symbole est le glyphe aztèque désignant Tenochtitlán.
Un CETRAM (terminal multimodal) était prévu dès l'ouverture de la station, mais les travaux n'ont commencé qu'en 2006. Aujourd'hui, le Terminal Multimodal Azteca Bicentenario ajoute au métro les services propres au CETRAM. Leur terrasse commune offre un centre commercial à l'est et un cinéma à l'ouest.